# 纬二路街道
纬二路街道是中国安徽省蚌埠市蚌山区下辖的一个街道，位于蚌山区中心地带。辖区总面积0.43平方公里，街道下辖5个社区居委会，人口约1.7万。